# John Allison
John Allison é um roteirista e cartunista americano, considerado um dos pioneiros a produzir histórias em quadrinhos no formato "webcomic", disponibilizando tiras online a partir de 1998, com a série Bobbins e suas continuações: Scary Go Round, a partir de 2002; e Bad Machinery, a partir de 2009. Todas as três séries, apesar das temáticas diferentes, se situavam num mesmo universo ficcional, compartilhando personagens. Entre 2011 e 2013, Allison começaria a produzir Giant Days, uma série que faria parte do mesmo universo que suas antecessoras, mas que seria uma obra diferenciada por também ser publicada em edições impressas, disponibilizadas pela editora Boom! Studios.
Em 2016, Giant Days seria indicada ao Eisner Awards na categoria de "Melhor Série", e, por seu trabalho como roteirista da publicação, Allison seria indicado ao prêmio na categoria "Melhor Escritor".